# Іван Ернандес (боксер)
Іван Ернандес Ранхель (ісп. Iván Hernández Rangel; нар. 24 листопада 1982, Мехіко, Мексика) — мексиканський професійний боксер, чемпіон світу за версією WBO (2004—2005) в другій найлегшій вазі.

## Професіональна кар'єра
2000 року дебютував на професійному рингу.
Маючи рекорд 17-0-1, 25 вересня 2004 року вийшов на бій проти чемпіона WBO у другій найлегшій вазі американця Марка Джонсона і здобув перемогу нокаутом у восьмому раунді.
9 квітня 2005 року в першому захисті програв нокаутом Фернандо Монтіелю (Мексика).
Тричі виходив на бій за звання чемпіона світу в другій легшій вазі. 10 червня 2006 року програв чемпіону IBF Ісраелю Васкесу (Мексика). 10 жовтня 2009 року програв чемпіону WBC Нісіока Тосіакі (Японія). 16 жовтня 2010 року програв непереможному чемпіону WBO Вілфреду Васкесу (Пуерто-Рико).